# Böle
Böle (finsk: Pasila) er et distrikt og en bydel med egen jernbanestation i Helsingfors. Bydelen er inddelt i Västra Böle, Norra Böle, Östra Böle og Mellersta Böle. Der bor cirka 9.600 personer i Böle, heraf 3.900 i Östra Böle og 5.600 i Västra Böle (pr. 2019). Der findes over 27.000 arbejdspladser i Böle (pr. 2017). Blandt andet rummer bydelen Finlands største messe- og kongrescenter "Helsingfors Mässcentrum".
Böle har siden begyndelsen af 1900-tallet optrådt i flere planer som et potentielt andet centrum i Helsingfors. I Böle er der for tiden (2020) et omfattende byggeri, og antallet af arbejdspladser forventes at blive fordoblet til 50.000 frem til år 2040. Også indbyggerantallet forventes at blive tredoblet til 30.000.

## Navn
På området lå tidligere en gård ved navn Fredriksberg, som antagelig er opkaldt efter sin ejer, Carl Fredrik Winqvist. Da en jernbanestation grundlagdes i området, fik den til en begyndelse også navnet Fredriksberg. Ved siden af Fredriksberg lå Böle husmandssted, som 1650 blev skænket til bystyret i Helsingfors. Navnet Böle, som betyder nybyggeri, har også været stavet Böhle.
Det finske navn Pasila kommer fra navnet på Fredriksbergs gårds langvarige lejer, Carl Pasila. Han blev født i Itis 1848 og havde også en butik på området. Han blev så kendt, at hans navn efterhånden blev brugt som det finske modstykke til Fredriksberg. I 1925 bekræftedes Pasila officielt som det finske navn på Fredriksbergs jernbanestation. I nærheden af stationen opstod i begyndelsen af 1900-tallet et forstadsområde, som også blev kaldt Fredriksberg, og fra 1910-tallet Pasila på finsk. I 1927 blev navnene Böle förstad (finsk Pasilan esikaupunki) og Böle husmandssted (finsk Böölen tila) stadfæstet. I 1990 ændrede Fredriksbergs station navn til Böle station. Det gamle navn Fredriksberg forekommer nu kun som navn på den korte Fredriksbergsgatan i Västra Böle.

## Galleri
- Østlige Böle set ovenfra, messecentrum nederst
- Böle station og indkøbscenteret Tripla under opførelse
- Betonarkitektur i Östra Böle
- Böle i 1960'erne